# Evan C. Kim
Evan C. Kim – amerykański aktor. Grał w wielu produkcjach kinowych oraz telewizyjnych. 

## Filmografia
Duży ekran
Baby Blue Marine, Kino z Kenthucky Fried Theater, Idz, powiedz Spartanom, Caveman, Megaforce, Hollywood Vice Squad, Pula śmierci, Thousand Pieces of Gold, Loving Lulu.
Seriale telewizyjne
Police Story, Khan!, Kung Fu,The Blue Knight, Isis, C.P.O. Sharkey, Serpico, Space Sentinels, Switch, Kojak, Sword of Justice, Fantasy Island, CHiPs, Matt Houston, Knots Landing, Nieustraszony, Stingray, Max Headroom, Matlock, Alien Nation, Island Son, Gliniarz i prokurator, L.A. Law, JAG.